# Падуков, Леонид Степанович
Леонид Степанович Падуков (1920 — 2012) — полковник Советской Армии, участник Великой Отечественной войны, Герой Советского Союза (1945).

## Биография
Родился 2 февраля 1920 года в деревне Верхняя Седа (ныне — Кишертский район Пермского края) в крестьянской семье.
После окончания педагогического техникума работал учителем в средней школе. В 1939 году поступил на учёбу в Уральский педагогический институт, однако не проучился там и года, будучи призванным на службу в Рабоче-крестьянскую Красную Армию.
В 1941 году окончил Свердловское военное пехотное училище, в 1942 году — курсы переподготовки офицеров бронетанковых войск в Казани.
С апреля 1942 года — на фронтах Великой Отечественной войны. Принимал участие в боях на Брянском, Центральном, 4-м Украинском, 1-м и 2-м Прибалтийском фронтах. Участвовал в Курской битве, освобождении Донбасса, Крыма, Румынии. В боях четыре раза был ранен и контужен. К августу 1944 года капитан Леонид Падуков командовал танковым батальоном 202-й танковой бригады 19-го танкового корпуса 51-й армии 1-го Прибалтийского фронта. Участвовал в сражениях на территории Латвийской ССР и Литовской ССР.
Батальон Падукова преградил путь движению танкового подразделения противника из района города Жагаре в районе Букайши Добельского района. 22 августа 1944 года в бою Падуков лично уничтожил 2 вражеских танка и 3 самоходных артиллерийских орудия, что способствовало успешному удержанию позиций.
Указом Президиума Верховного Совета СССР от 24 марта 1945 года за «образцовое выполнение боевых заданий командования на фронте борьбы с немецкими захватчиками и проявленные при этом мужество и героизм» капитан Леонид Падуков был удостоен высокого звания Героя Советского Союза с вручением ордена Ленина и медали «Золотая Звезда» за номером 7573. Участник Парада Победы.
После окончания войны продолжил службу в Советской Армии. В 1953 году окончил Военную академию бронетанковых войск. Прошёл путь до заместителя командира 57-й зенитной ракетной бригады (г. Березовский Пермской области). В 1967 году в звании полковника уволен в запас.
Проживал в Екатеринбурге, работал инженером КБ завода «Вектор», занимался общественной деятельностью. Автор трёх книг.
Скончался 5 июня 2012 года, похоронен в Екатеринбурге на Сибирском кладбище.

## Награды
- Герой Советского Союза (24 марта 1945 года, № 7573);
- орден Ленина (24 марта 1945 года, № 50204);
- орден Красного Знамени (18.11.1943);
- орден Александра Невского (09.11.1944);
- орден Отечественной войны 1-й степени (06.04.1985)[2];
- два ордена Красной Звезды (26.07.1943, 05.11.1954);
- медали, в том числе:
  - Медаль «За боевые заслуги» (15.11.1950);
  - Медаль «За победу над Германией в Великой Отечественной войне 1941—1945 гг.» (09.05.1945)[3].